# Альтмарк (теплоход)
«Альтмарк» (нем. Altmark) — танкер, вспомогательное судно крейсера кригсмарине «Адмирал граф Шпее», подвергшееся в 1940 году абордажу со стороны британского корабля в территориальных водах нейтральной Норвегии с целью освобождения пленных.
Судно изготовлено и спущено на воду в Киле на верфи «Ховальдтсверке» (нем. Howaldtswerke) как танкер, водоизмещением 10 688 BRT в 1937 году.
Вошло в строй 14 ноября 1938 года как база — вспомогательное судно немецкого военно-морского флота. В августе 1939 года оно было прикомандировано к немецкому рейдеру — тяжёлому крейсеру «Адмирал граф Шпее», ведущему крейсерские операции в Атлантике.

## Инцидент
17 декабря 1939 года «Адмирал граф Шпее» после боя с английскими кораблями был тяжело повреждён и затоплен своей командой в устье Ла-Платы.
Однако «Альтмарку» удалось бежать на север, имея на борту 302 пленных моряка с потопленных крейсером торговых судов.
14 февраля следующего 1940 года танкер всё же был обнаружен у берегов Норвегии и 16 февраля встретился с английским крейсером и пятью эсминцами. Капитан Хайнрих Дау (нем. Henrich Dau) не остановил судна, несмотря на предупредительный выстрел и скрылся в Йосингфьорде, окружённом высокими скалами и имеющим длину около 2 км и ширину до 250 м.
Присутствовавшие две норвежские канонерки вышли навстречу англичанам и сообщили, что «Альтмарк» не вооружён и имеет разрешение от норвежских властей продолжать своё плавание в территориальных водах Норвегии.
Как только информация достигла английского адмиралтейства, Черчилль направил командиру эсминца «Казак» капитану Филиппу Виану (англ. Philip Vian) телеграмму:

Если норвежским канонеркам не разрешено «Альтмарк» под англо-норвежским конвоем сопровождать в Берген, захватить его, освободить пленных и пленить его команду.
После этого «Казак», нарушив территориальные воды Норвегии, вошёл в фиорд и прожектором дал сигнал на подготовку к передаче людей. «Альтмарк» попытался таранить миноносец, на палубу которого уже была вызвана призовая команда. В результате короткой стычки 7 немцев было убито и пятеро ранено. Около 23 часов пленные были освобождены.
Эсминец был встречен с ликованием в Англии в субботу 24 февраля 1940 года.

## Дальнейшая судьба
Танкер, переименованный 6 августа 1940 года в «Уккермарк» (нем. «Uckermark»), продолжал использоваться как вспомогательное и снабженческое судно кригсмарине.
В период с января по март 1941 года танкер обеспечивал операции линкоров «Шарнхорст» и «Гнейзенау» в Атлантике.
9 сентября 1942 года танкер отбыл из Франции в Японию с грузом растительного масла и топлива. Выполнив в пути бункеровку вспомогательного крейсера «Михель», 24 ноября 1942 года «Уккермарк» прибыл в порт Йокогама. Танкер ошвартовался поблизости от рейдера кригсмарине «Тор» и австралийского пассажирского лайнера «Нанкин», захваченного «Тором» в марте 1942 года.
30 ноября 1942 года произошёл большой силы взрыв, разорвавший «Уккермарк» на части и разрушивший соседние суда. «Уккермарк», «Тор» и «Нанкин» в результате полученных повреждений затонули. В результате взрыва погибли 53 члена экипажа «Уккермарка». Причиной взрыва была названа случайная искра при выполнении ремонтных работ в топливных танках.
Выжившие члены экипажа «Уккермарка» отправились на родину на вспомогательном судне кригсмарине «Доггербанк» (нем. «Doggerbank»). Вечером 3 марта 1943 года «Доггербанк» был по ошибке атакован германской подводной лодкой U-43 и потоплен. В живых остался только один человек из 365, находившихся на борту.